# Jorzolino Falkenstein
Jorzolino Falkenstein (Rotterdam, 26 november 1988) is een Nederlands voetballer die als aanvaller speelt.
Falkenstein speelde vanaf het seizoen 2013 tot en met het seizoen 2015 als profvoetballer bij FC Oss. Hij speelde eerder als amateur bij Gemert, Barendrecht en  Capelle. Hij speelde ook zaalvoetbal bij het Helmondse TFH. Falkenstein maakte zijn debuut voor FC Oss op 5 augustus 2013 in de uitwedstrijd tegen Jong FC Twente (3-0).
Toen zijn contract niet verlengd werd, zocht hij zijn geluk bij het Spaanse FC Cartagena, waar hij in het voorseizoen van 2015-2016 mocht mee trainen. Hij tekende er een contract voor twee seizoenen maar na twee oefenwedstrijden bleek dat de speler niet paste in het spelsysteem van coach Víctor Fernández en werd het contract opgezegd. Begin 2016 vond hij in Crevillente Deportivo uit de Tercera División een nieuwe club. Hij keerde kort terug bij Oss en ging vanaf oktober 2017 voor SD Rayo Cantabria spelen, wederom in de Tercera División. In augustus 2018 ging hij in Italië bij SSD Civitanovese Calcio spelen in de Promozione Girone B. Medio 2020 ging hij in België voor Wezel Sport spelen.